# Стреппел, Юрген
Юрген Стреппел (нидерл. Jurgen Streppel; род. 25 июня 1969, Ворст, Гелдерланд) — нидерландский футболист; тренер.

## Клубная карьера
Будучи игроком, Юрген играл в клубах «Хелмонд Спорт» и «Телстар». Уже в 1995 году Стреппел начал свою тренерскую карьеру в качестве молодёжного тренера в «Хелмонд Спорт». Став тренером на полноценной основе, в течение нескольких лет до 2007 года тренировал молодёжные команды «Хелмонд Спорт». Затем стал ассистентом главного тренера первой команды Яна Портвлита. Затем вновь поработал (уже как главный тренер) в «Хелмонд Спорт» и команде «Виллем II». В 2016 году возглавил «Херенвен». Тем не менее контракт после сезона 2017/18 продлён не был. В июне 2019 года был назначен главным тренером «Аль-Джазиры» из города Абу-Даби.

## Статистика тренера
| Команла       | Страна                        | С               | До              | Результат | Результат | Результат | Результат | Результат | Результат | Результат | Результат |
| Команла       | Страна                        | С               | До              | И         | В         | Н         | П         | ГЗ        | ГП        | +/-       | Поб.,%    |
| ------------- | ----------------------------- | --------------- | --------------- | --------- | --------- | --------- | --------- | --------- | --------- | --------- | --------- |
| Хелмонд Спорт | Нидерланды                    | 1 июня 2008     | 1 июля 2011     | 121       | 52        | 27        | 42        | 197       | 170       | +27       | 042,98    |
| Виллем II     | Нидерланды                    | 1 июля 2011     | 1 июля 2016     | 189       | 72        | 42        | 75        | 284       | 278       | +6        | 038,10    |
| Херенвен      | Нидерланды                    | 1 июля 2016     | 13 мая 2018     | 78        | 29        | 17        | 32        | 120       | 121       | −1        | 037,18    |
| Анортосис     | Республика Кипр               | 11 октября 2018 | 31 мая 2019     | 30        | 12        | 10        | 8         | 47        | 39        | +8        | 040,00    |
| Аль-Джазира   | Объединённые Арабские Эмираты | 16 июня 2019    | 11 октября 2019 | 6         | 2         | 1         | 3         | 7         | 11        | −4        | 033,33    |
| Рода          | Нидерланды                    | 10 июня 2020    | настоящее время | 2         | 2         | 0         | 0         | 7         | 0         | +7        | 100,00    |
| Итог          | Итог                          | Итог            | Итог            | 426       | 169       | 97        | 160       | 662       | 619       | +43       | 039,67    |